# Epip
Epip (in copto: Ⲉⲡⲓⲡ), conosciuto anche come Epiphi (in greco: Ἐπιφί, Ephiphí) e Abib (in arabo: أبيب), è l'undicesimo mese dei calendari egizio e copto. Nel calendario Gregoriano, Epip corrisponde al periodo che va dall'8 luglio al 6 agosto.
Nell'antico Egitto, il mese di Epip era anche il terzo mese della stagione dello Shemu ("acque basse"), il periodo in cui le acque del Nilo permettevano agli egiziani di mietere i propri campi e realizzare un raccolto.

## Nome
L'origine del nome del mese di Epip è ancora non del tutto chiara. poiché il nome egizio deriva da un eponimo e si riferisce ad una vecchia festa, quella dell'"Ordine di Mut/Maat/Renenet al popolo di prendere le falci/coltelli/spade/bastoni".
Il nome in lingua egizia era: 
| M17 | Q3 | M17 | Q3 |

 (Jpjp)

## Sinassario copto del mese di Epip
Di seguito il sinassario del mese:
| Copto  | Giuliano  | Gregoriano | Commemorazioni |
| ------ | --------- | ---------- | --- |
| Epip 1 | Giugno 25 | Luglio 8   | - Martirio di Santa Febronia, asceta. - Morte di San Bioukha e San Tayaban (Banayen) il prete. |
| 2      | 26        | 9          | - Morte di San Taddeo l'apostolo. - Martirio di San Benufa e San Benaben. |
| 3      | 27        | 10         | - Morte di San Cirillo, il ventiquattresimo Papa di Alessandria. - Morte di San Celestino, vescovo di Roma. |
| 4      | 28        | 11         | - Commemorazione del trasferimento delle reliquie dei santi Apakir e Giovanni. |
| 5      | 29        | 12         | - Martirio dei Santi Pietro e Paolo, apostoli. |
| 6      | 30        | 13         | - Martirio di Trofimo, apostolo di Paolo. - Martirio di Santa Teodosia e dei suoi compagni. - San Bartolomeo di Rosetta. |
| 7      | Luglio 1  | 14         | - Morte di San Scenute. - Martirio di Sant'Ignazio, vescovo di Antiochia. |
| 8      | 2         | 15         | - Morte di San Bishoi. - Martirio di San Piroou and Sant'Atomo. - Martirio di San Balanah, prete. - Martirio di Sant'Epimo). - Morte di San Ciro (Karas), fratello dell'imperatore Teodosio. - San Marco del monastero di Sant'Antonio.                                                                                                   |
| 9      | 3         | 16         | - Martirio di San Simone Cleofa, l'apostolo. - Morte di San Celadio, il nono Papa di Alessandria. |
| 10     | 4         | 17         | - Martirio di San Teodoro, vescovo di Pentapoli. - Martirio di San Teodoro, vescovo di Corinto e dei suoi compagni. - Morte di San Gabriele VII, il novantacinquesimo Papa di Alessandria. - Commemorazione di Sant'Olaghi, anacoreta. |
| 11     | 5         | 18         | - Martirio di San Giovanni e San Simone, suo cugino. - Morte di Sant'Isaia, eremita. |
| 12     | 6         | 19         | - Commemorazione dell'arcangelo Michele. - Martirio di Sant'Hor di Siriakous. |
| 13     | 7         | 20         | - Morte di San Pisenzio, vescovo di Copto. - Martirio di Sant'Abāmūn di Tukh. - Martirio di San Scenute durante il regno arabo. |
| 14     | 8         | 21         | - Martirio di San Procopio di Gerusalemme. - Morte di San Pietro V, l'ottantatreesimo Papa di Alessandria. |
| 15     | 9         | 22         | - Morte di Sant'Efrem il Siro. - Martirio di San Quirico e Santa Giulitta, sua madre - Martirio di Sant'Oresio (Harsios). |
| 16     | 10        | 23         | - Morte di San Giovanni, apostolo ed evangelista. - Recupero delle sacre reliquie di San Giorgio, principe dei martiri. - Consacrazione della chiesa di San Filoteo. - Sant'Isidoro di Eliopoli. |
| 17     | 11        | 24         | - Martirio di Sant'Eufemia. |
| 18     | 12        | 25         | - Martirio di San Giacomo, apostolo e vescovo di Gerusalemme. |
| 19     | 13        | 26         | - Martirio di San Bidaba, vescovo di Copto, Sant'Andrea e San Cristodolo. - Martirio di San Pantalemone, medico. - Morte di San Giovanni X, l'ottantacinquesimo Papa di Alessandria. |
| 20     | 14        | 27         | - Martirio di San Teodoro di Eraclea. |
| 21     | 15        | 28         | - Commemorazione della Santa Vergine Maria, madre di Dio (Theotókos) a Musturud - Morte di San Sisinnio (Sosenio), eunuco. |
| 22     | 16        | 29         | - Martirio di San Macario, figlio di Basilide. - Martirio di San Leonzio (Lawendius) di Tripoli. |
| 23     | 17        | 30         | - Martirio di San Longino, soldato. - Martirio di Santa Marina. |
| 24     | 18        | 31         | - Ascensione al cielo di Enoch. - Martirio di Sant'Abanoub. - Morte di San Simeone I, il quarantaduesimo Papa di Alessandria. |
| 25     | 19        | Agosto 1   | - Morte di Santa Tecla. - Martirio di Sant'Isacco di Shama. - Martirio di Sant'Ilaria di Damira. - Martirio dei Santi Tecla e Mouji. - Martirio di Sant'Antonio di Beba. - Martirio di Sant'Abakragoun. - Martirio di San Domadio il Siriano. - Consacrazione della chiesa di San Mercurio. - Morte di San Palamone, il padre dei monaci. |
| 26     | 20        | 2          | - Morte di San Giuseppe, falegname. - Morte di San Timoteo I, il ventiduesimo Papa di Alessandria. |
| 27     | 21        | 3          | - Consacrazione della chiesa di San Fam, soldato. - Martirio di Sant'Abāmūn di Tarnūt. |
| 28     | 22        | 4          | - Morte di Santa Maria Maddalena. - Commemorazione di San Simone, conciatore. |
| 29     | 23        | 5          | - Commemorazione del santo vangelo, della natività e della resurrezione di Cristo. - Commemorazione della traslazione delle reliquie di Sant'Andrea, aspostolo. |
| 30     | 24        | 6          | - Martirio dei Santi Mercurio ed Efrem. |